# De Wielewaal (Beneden-Leeuwen)
De Wielewaal est un moulin à vent situé dans la localité de Beneden-Leeuwen, à West Maas en Waal, dans la province de Gueldre aux Pays-Bas.